# Max Delbrück (chimico)
Max Delbrück (Bergen auf Rügen, 16 giugno 1850 – Berlino, 4 maggio 1919) è stato un chimico tedesco, ha dato il suo nome a un ceppo di batteri.

## Biografia
Delbrück è nato a Bergen auf Rügen. Ha studiato chimica a Berlino e in Greifswald. Nel 1872 fu nominato assistente all'Academy of Trades di Berlino; nel 1887 fu nominato istruttore al Collegio Agrario e nel 1899 ottenne una cattedra a pieni voti. Le ricerche, condotte in parte dallo stesso Delbrück, in parte sotto la sua guida, hanno portato contributi tecnici di altissimo valore alle industrie della fermentazione. Fu uno degli editori della Zeitschrift für Spiritusindustrie (1867) e della Wochenschrift für Brauerei. Morì a Berlino all'età di 68 anni.

## Famiglia
Era fratello di Hans Delbrück e quindi uno zio del fisico Max Delbrück.